# Lokum

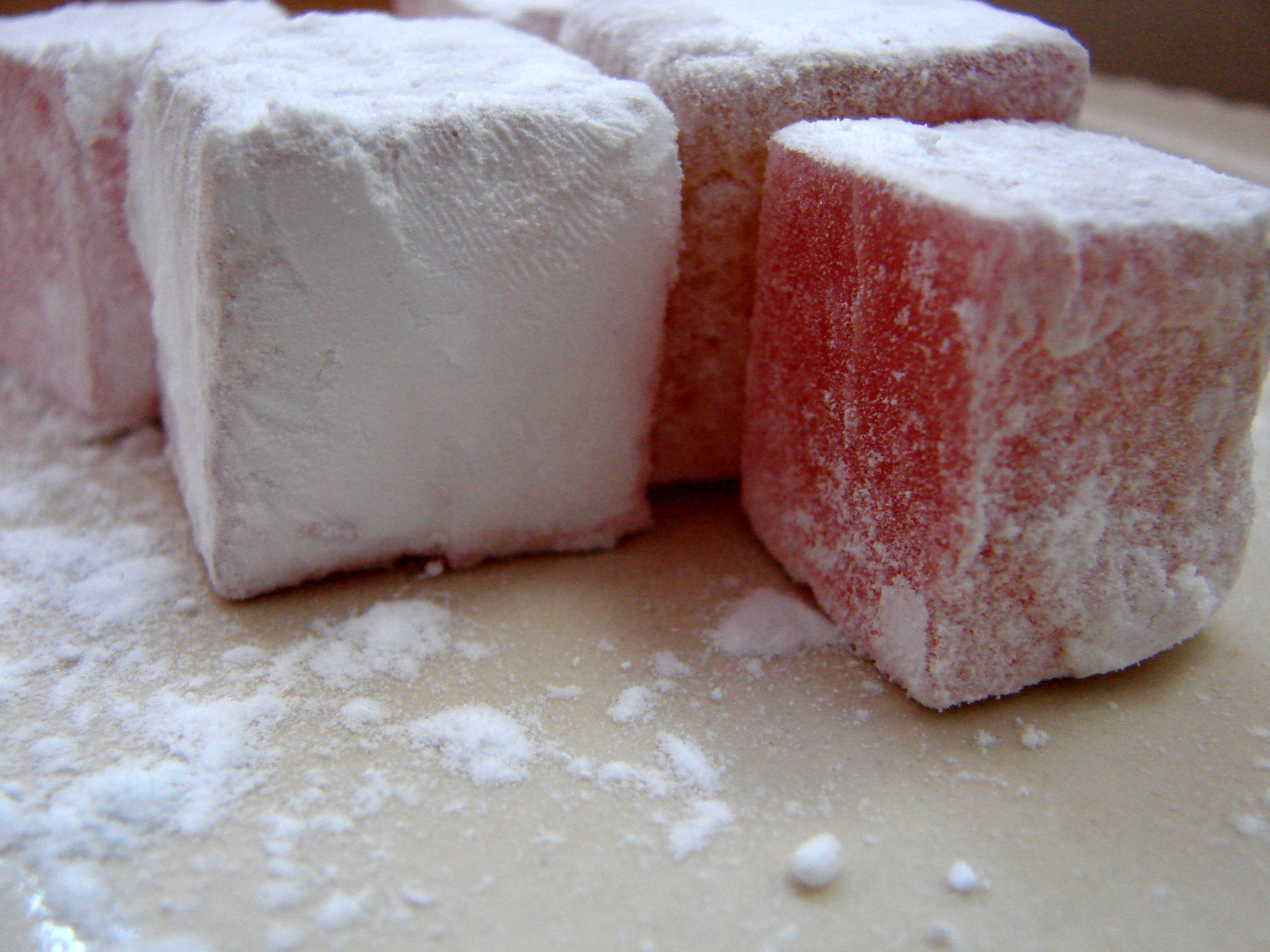
Lokum

Lokum [loˈkum] (von türkisch rahat lokum ‚Rachenberuhigung‘, dies wiederum von arabisch راحة الحلقوم rahat al-hulqum, DMG rāḥatu ʾl-ḥulqūm ‚Angenehm für den Hals‘; bosnisch rahatlokum; serbisch ратлук ratluk; griechisch λουκούμι Loukoumi, albanisch llokum), im Deutschen mitunter als Türkischer Honig bezeichnet (was jedoch auch für weitere orientalische Süßspeisen gilt, z. B. weißen Nougat), ist eine Süßware der orientalischen Küche auf Basis eines Sirups aus gelierter (Weizenmehl-)Stärke und Zucker, oft auch mit Mastix. Es ist weich und klebrig, transparent gelblich oder kann auch verschiedenfarbig sein. Die heutige Verbreitung von Lokum reicht über den gesamten Herrschaftsbereich des ehemaligen Osmanischen Reiches im Nahen Osten und der Balkanhalbinsel, aber auch darüber hinaus, bspw. bis nach Aserbaidschan, Armenien und Georgien. Lokum ist im Englischen als Turkish Delight (etwa „türkisches Vergnügen“) bekannt und wird in Griechenland unter anderem als Greek Delight vermarktet.

## Herstellung
Für die Herstellung von Lokum wird der Sirup mehrere Stunden gekocht und dann stehen gelassen, bis er fest ist. Die feste Masse wird in Stücke geschnitten und in Puderzucker oder Kokosraspeln gewälzt, damit sie nicht mehr an den Fingern klebt. Häufige Zugaben zur Aromatisierung des Sirups sind der Saft von Zitronen, Orangen und Granatapfel sowie Rosenwasser oder Orangenblütenwasser. Teilweise werden auch gehackte Nüsse, Mandeln, Pistazien oder pürierte Aprikosen zugesetzt.

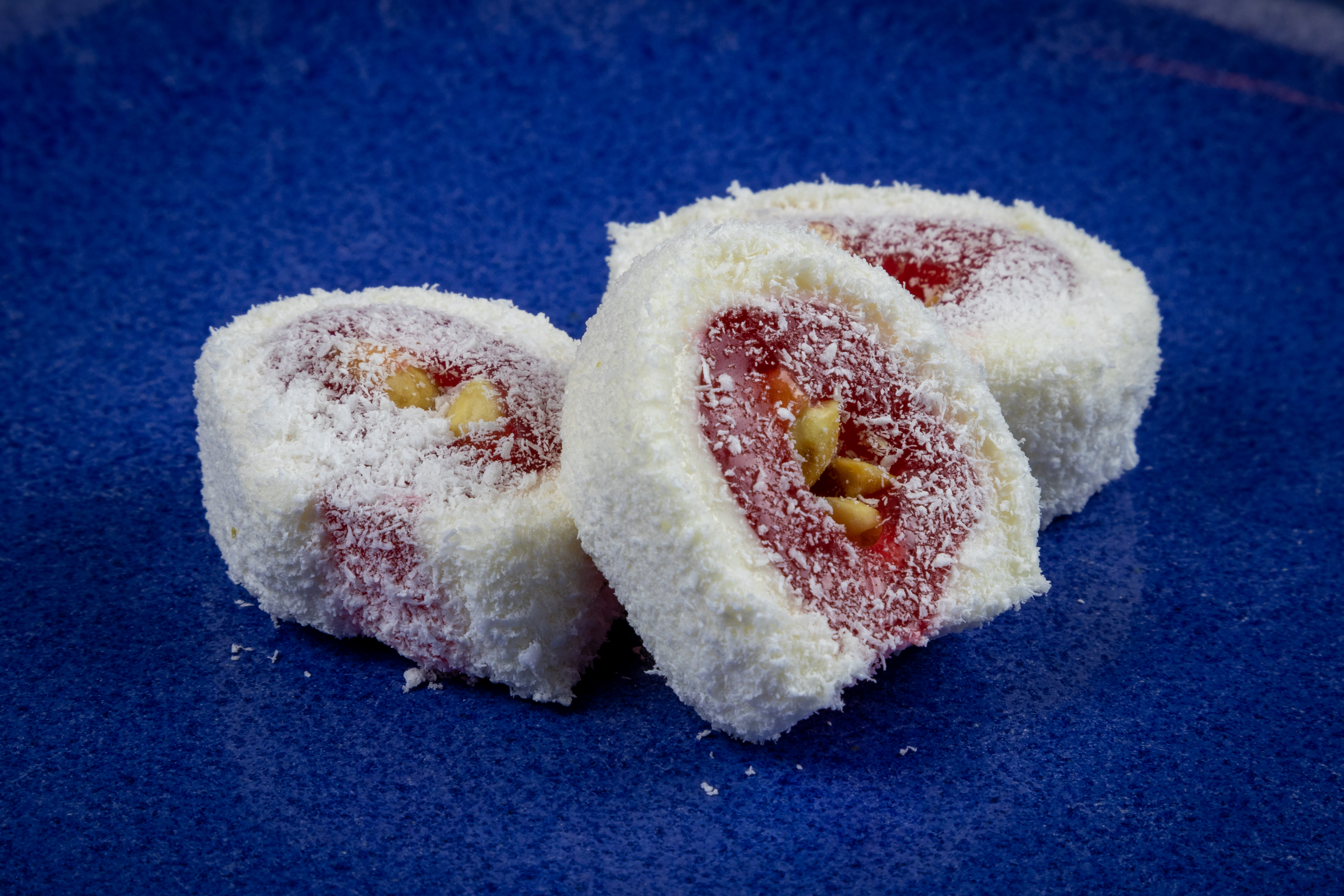
Lokum mit Pistazien und Kokosraspel

## Geschichte

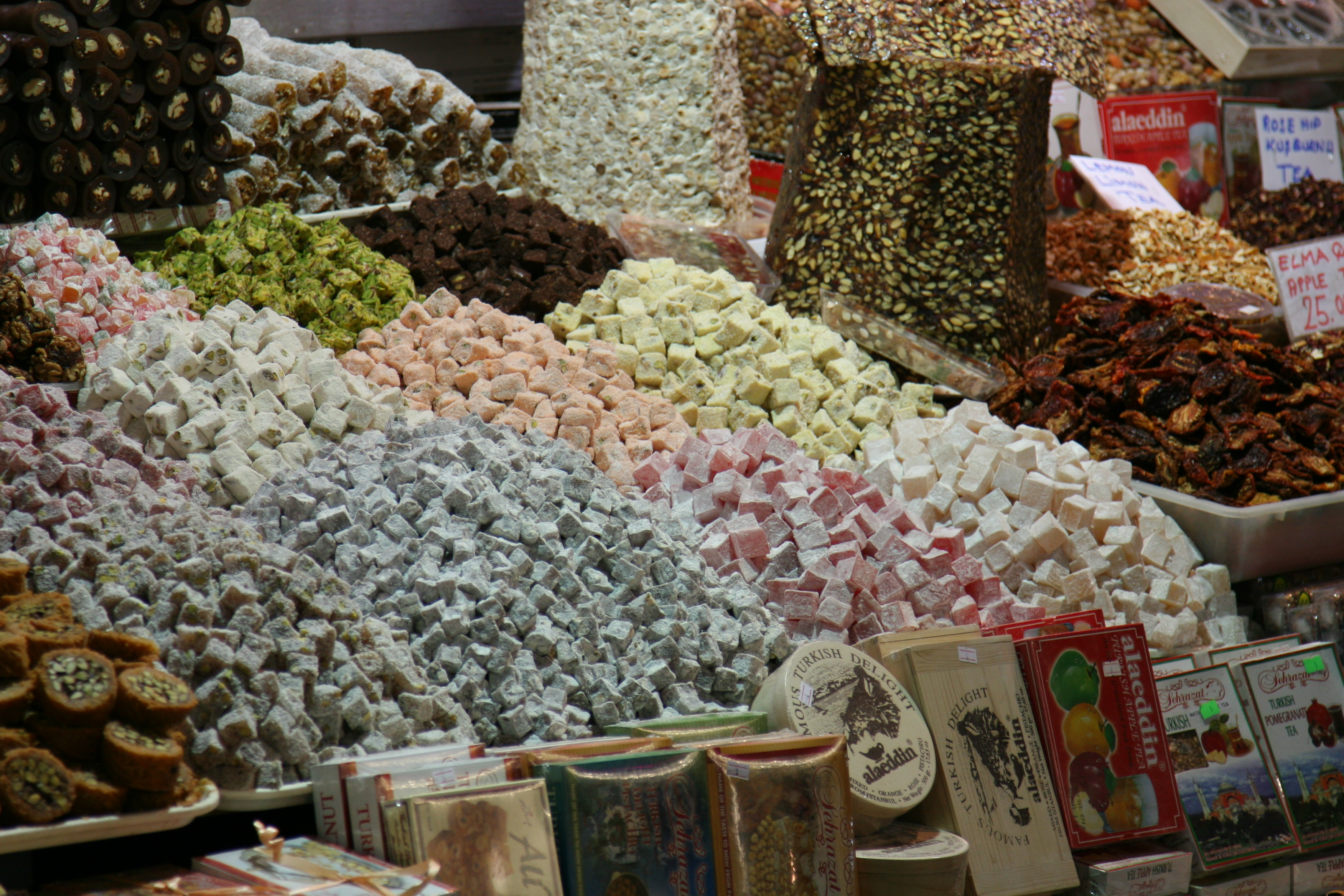
Lokum im Handel in Istanbul

Der Ursprung des heute üblichen Lokum ist nicht geklärt. Wahrscheinlich wurde es im 9. Jahrhundert von arabischen Apothekern als lohoch entwickelt, eine gummiartige langsam schmelzende Substanz, die vor allem bei Halsschmerzen verordnet wurde. Das Rezept oder Varianten davon sind seit dem 9. oder 14. Jahrhundert bekannt. Häufig wird das heute bekannte Rezept dem Konditorlehrling Ali Muhiddin Hacı Bekir, Gründer des seit 1777 existierenden Unternehmen Hacı Bekir in Istanbul, zugeschrieben.

## Abgeleitete Produkte
Lokum ist ein früher Vorläufer der Jelly Beans und inspirierte zu ihrem gummiartigen Inneren.
Es gibt Gourmand-Parfüms, deren Name mit Lokum verknüpfte Vorstellungen vermitteln soll, wie Loukhoum von Ava Luxe, Loukhoum von Keiko Mecheri und Rahät Loukoum von Serge Lutens.